# Adobe ImageReady
Adobe ImageReady fue, hasta el año 2005, un editor en forma de taller de creación de gráficos incluido en Adobe Photoshop de Adobe Systems. Este software estaba destinado a la optimización de imágenes y creación de elementos gráficos para Internet, aunque se puede usar para manipulación básica de fotografías.
Actualmente ha sido sustituido por la aplicación Adobe Fireworks. 